# Пело, Рийкка
Ри́йкка Пе́ло (фин. Riikka Pelo; 1972, Хельсинки, Финляндия) — финская писательница и сценарист, лауреат самой престижной литературной премии «Финляндия — 2013» и номинант на премию Рунеберга (2014).
Её первый роман «Taivaankantaja» также являлся номинантом на премию Рунеберга (2006).

## Биография
Родилась в 1972 году в Хельсинки.
В 1998 году писательница получила поощрительную награду в литературном конкурсе имени И. Х. Эрко, а в 2002 году заняла в этом конкурсе второе место.
3 декабря 2013 года за роман «Наша каждодневная жизнь» о Марине Цветаевой стала лауреатом самой престижной награды Финляндии в области художественной литературы — премии «Финляндия»
Заканчивает работу над докторской диссертацией в области кинематографии в университете Аалто.
Живёт в Хельсинки в районе Ройхувуори. Замужем, двое детей.